# تادامتسو كيشيموتو
تادامتسو كيشيموتو (باليابانية: 岸本 忠三) ـ (ولد في أوساكا في 7 مايو 1939) هو عالم مناعة ياباني عُرف بأبحاثة في الغلوبيولين المناعي م والسيتوكينات، وعلى الأخص منها الإنترلوكين 6. حصل على جائزة الملك فيصل العالمية في الطب سنة 1438 هـ/2017 م.

## حياته
ولد كيشيموتو في مدينة أوساكا اليابانية سنة 1939، وتخرج في كلية الطب بجامعة أوساكا سنة 1964، ثم أمضى سنة الامتياز بمستشفى جامعة أوساكا، وواصل دراسته بعد ذلك لنيل درجة الدكتوراه في الطب (1970 ـ 1974 م)، ثم عمل مدة عام بوظيفة باحث لما فوق الدكتوراه في كلية الطب بجامعة جونز هوبكنز تحت إشراف البروفيسور كيميشيجي إشيزاكا، مكتشف الأجسام المناعية من النوع هـ.
في سنة 1974، عاد كيشيموتو إلى جامعة أوساكا ليعمل أستاذًا مساعدًا بكلية الطب، ولم يلبث أن تبوأ كرسي الأستاذية في سنة 1979. تولى كيشيموتو عمادة كلية الطب ورئاسة قسم الطب في جامعة أوساكا، كما كان رئيسًا للجامعة بين عامي 1997 و2003، وعضوًا بمجلس البحث العلمي والتقنية من سنة 2004 إلى سنة 2006. وهو حاليًا أستاذ علم المناعة في معهد بحوث المناعة المتقدم بجامعة أوساكا.